# 天津 (伊丹市)
天津（あまつ）は、兵庫県伊丹市の大字。

## 地理
猪名川西岸の地域で北側の桑津橋西詰一帯に東ノ口（ひがしのくち）、南側の猪名川河川敷に狐薮（きつねやぶ）の2つの小字がある。北を大字東桑津、猪名川を跨いで東を森本、南を東有岡、西を藤ノ木と接する。

### 地名の由来
不明。対岸の桑津と同様、古代に湊（船着場）が存在したことを示唆するものかとされる。

## 歴史
1605年（慶長10年）の『摂津国絵図』には「天津ノ内北河原村」とあり、江戸時代初期には公的に北河原の一部と認識されていたが地元では別の村とみなされていたという。1889年（明治22年）の町村制施行時に川辺郡伊丹町大字天津となった。
1896年（明治29年）、猪名川の氾濫により洪水が起こり大きな被害を受ける。1975年（昭和50年）には人口1194人を数えるが、1976年（昭和51年）には伊丹1〜8丁目の住居表示実施に際して西部が編入された。
2002年10月10日、ダイヤモンドシティテラス（現イオンモール伊丹）が小字藤ノ木80番地に開業する。2か月後の12月2日には藤ノ木1〜3丁目が天津より分離して住居表示を実施し、大字天津の区域は居住者のいない猪名川西岸の一部のみに縮小された。現在は藤ノ木2丁目に伊丹市バスが設置している天津停留所に名前を留めている。
なお、イタミ・ローズ・ガーデン2代目園主の寺西菊雄が1960年（昭和35年）に作出したバラの品種「天津乙女」は宝塚歌劇団のスターであった天津乙女に由来するものであり、当地名とは特に関係が無い。